# 포트림포

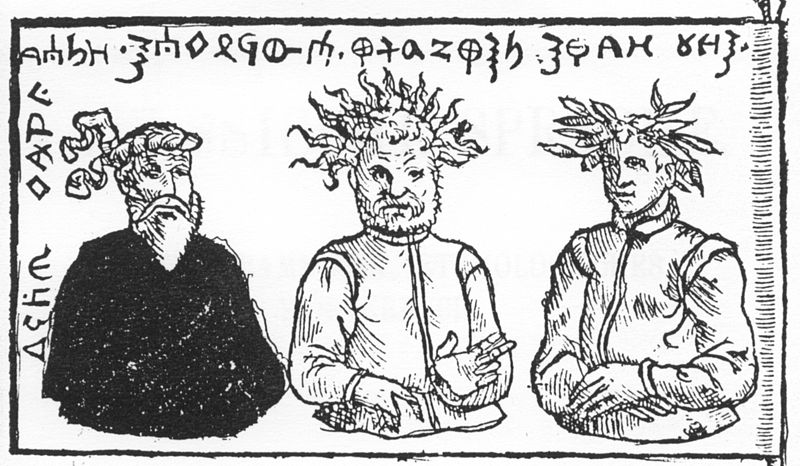
뷔데부토로 추정되는 깃발 (우측 포트림포)

포트림포 (Potrimpo, Potrimpas, Potrimpus , Autrimpo , Natrimpe)는 고대 발트해와 프로이센 신화에서 바다, 땅, 곡식 및 작물의 신이다. 그는 고대 프로이센인들이 숭배한 세 주신 중 한 명이었다. 이 신에 대해 알려진 대부분의 것은 신뢰할 수 없는 16세기 자료에서 비롯됐다.